# 约翰·贝尔 (曲棍球运动员)
约翰·贝尔（英語：John Bell，1933年2月26日—），英国前男子曲棍球运动员。他曾代表英国国家队参加1960年夏季奥林匹克运动会曲棍球比赛，结果队伍获得第四名。